# Assurancetourix
Assurancetourix è un personaggio immaginario presente all'interno della serie a fumetti Asterix, della coppia René Goscinny e Albert Uderzo.
Si tratta del bardo del villaggio di Asterix, sebbene le sue capacità musicali e soprattutto canore non siano decisamente all'altezza del compito: in effetti, la sua voce è tanto stonata da terrorizzare chiunque l'ascolti, e può provocare "effetti collaterali" quali pioggia o veri e propri temporali.
Pur essendo un personaggio secondario, Assurancetourix è senza dubbio uno dei più rilevanti fra i membri del villaggio, alle spalle di Asterix, Obelix e Panoramix. Appare in tutti gli episodi della serie, a partire dal primo, Asterix il gallico, e in alcuni di essi gioca un ruolo chiave: in particolare prende parte attiva alla trama in Le mille e un'ora di Asterix, Asterix gladiatore, Asterix e i Normanni, Asterix e il Regno degli dei e Asterix la rosa e il gladio.
Il suo nome deriva dal francese "Assurance tous risques", ovvero "assicurazione da tutti i rischi", dal nome di una polizza automobilistica.

## Il personaggio

### Caratteristiche
Dal punto di vista fisico, Assurancetourix viene disegnato come un uomo alto e dalla corporatura magra e asciutta. Ha dei capelli biondi, lunghi fino alle spalle e perennemente impomatati sulla fronte, ed un naso lungo e sottile, ben diverso da quello "a patata" caratteristico degli altri personaggi, che contribuisce a dargli un'aria altezzosa. Veste solitamente con una casacca a scacchi azzurri e pantaloni bianchi; talvolta indossa un mantello rosso.
Suona solitamente una lira, sebbene lo si sia visto cimentarsi (sempre con esiti poco positivi) anche con cornamuse, tamburi e con il tradizionale strumento celtico a fiato carnyx.
Caratterialmente, Assurancetourix dimostra di essere una persona estremamente sicura di sé e della sua arte, tanto da non scoraggiarsi di fronte ai continui ostracismi dei suoi amici. In effetti, il bardo si considera inattaccabilmente un grande artista, ed è convinto che siano i suoi compagni a non essere in grado di apprezzarlo essendo dei "barbari" incapaci di comprendere la sua arte. Fra i membri del villaggio, il suo principale osteggiatore è senz'altro il fabbro Automatix, che è solito picchiarlo in testa con un martello ogni qual volta questi accenni anche solo lontanamente a voler cantare.
Occasionalmente, Assurancetourix incontra anche persone che lo apprezzano, primo fra tutti Menabotte, il giovane nipote di Abraracourcix che appare nella storia Asterix e i Normanni: questi, abituato alla musica "moderna" luteziana gli assicura che, con il suo "strano" modo di cantare, potrebbe fare furore nei locali "in" della capitale. Anche Pepe, il bambino ibero comprimario di Asterix in Iberia, afferma di amare la sua musica che a suo dire gli ricorda il paese natale, "specialmente le capre"; parere condiviso anche da Rahasete, la principessa indiana de Le mille e un'ora di Asterix (sebbene in questo caso il giudizio possa essere figlio del fatto che il bardo le ha salvato la vita cantando).
Ad ogni modo, quando non canta, Assurancetourix dimostra di essere benvoluto dai compagni di villaggio, essendo in definitiva simpatico e amichevole. In un'occasione Panoramix dice di lui come sia "un gran bravo ragazzo che canta male". In molte storie viene descritto come una persona "con la testa fra le nuvole", poco attento ai fatti quotidiani che avvengono nel suo villaggio. Ad aumentare questa caratteristica, abita in una capanna costruita in cima a un albero (che, a detta del fachiro Kisarah in Le mille e un'ora di Asterix è una caratteristica unica del villaggio di Asterix) dove può isolarsi dal mondo e suonare le sue composizioni.

### Apparizioni notevoli
In alcune storie Assurancetourix assurge a comprimario di rilievo, assumendo il ruolo di "arma in più" del villaggio capace, con le sue virtù canore, di risolvere situazioni altrimenti non superabili con la semplice forza bruta. In Asterix e i Normanni riesce, cantando, a terrorizzare i terribili guerrieri Normanni, popolo che per definizione "non conosce la paura". Similmente, in Asterix e il Regno degli Dei mette in fuga i Romani che si erano installati in un palazzo nei pressi del villaggio, venendo poi cacciato dai legionari, cosa presa dai suoi come un insulto che li convince ad attaccare e distruggere l'albergo. Ancora in Asterix la rosa e il gladio riesce a liberarsi delle donne legionarie contro cui i suoi compagni non potevano nulla, essendo impossibilitati a combattere contro delle donne per via del loro senso di galanteria gallica. 
Tuttavia, è in Le mille e un'ora di Asterix che il bardo ha il suo grande momento di gloria: la sua capacità di far piovere cantando è infatti richiesta dal fachiro indiano Kisarah, per far fronte alla siccità che opprime il suo paese. Per questo motivo Assurancetourix si imbarca insieme ad Asterix e Obelix in un lunghissimo volo a bordo di un tappeto volante fino in Asia, durante il quale si trova ad affrontare peripezie di tutti i tipi. Giunto a destinazione, viene colpito da afonia e costretto a curarsi rimanendo a bagno per un'intera notte in una tinozza piena di "latte di elefantessa mista a sterco di elefantino e pelo di elefantone". Dopo varie altre disavventure, guarito grazie alla pozione magica del druido Panoramix, riesce però a compiere il miracolo di portare la pioggia nel paese martoriato dalla siccità, venendo per questo onorato come un eroe.

### Assurancetourix e il banchetto finale
La gag più nota riguardante il bardo è probabilmente il suo venire puntualmente legato ad un albero e imbavagliato in occasione del banchetto finale che conclude tutte le avventure della serie, per impedirgli di rovinare i festeggiamenti con le sue esibizioni canore. Questo avviene per la prima volta in Asterix e il falcetto d'oro, la seconda storia della serie, e da allora in quasi tutti i successivi 37 albi, con pochissime eccezioni:
- in Asterix e i Normanni partecipa al banchetto come ringraziamento per aver risolto la situazione
- in Asterix alle Olimpiadi partecipa al banchetto, per festeggiare la palma d'oro ottenuta nei giochi olimpici da Asterix. Sta mangiando del cinghiale e viene tenuto d'occhio dal fabbro per evitare che canti.
- in Asterix e lo scudo degli Arverni partecipa felice al banchetto, ed è il capo Abraracourcix a mancare alla festa, trattenuto in casa dalla furibonda moglie Beniamina.
- in Asterix e il Regno degli Dei, di nuovo, partecipa al banchetto come ringraziamento per l'aiuto dato contro i Romani.
- in Asterix e il regalo di Cesare partecipa al banchetto, e lo si può vedere impegnato in una conversazione tête à tête con la giovane Zazà.
- in Asterix in America partecipa al banchetto, anche se viene colpito da Automatix col suo martello. A non partecipare invece è il pescivendolo Ordinalfabetix, stizzito per una discussione avuta coi compagni circa la fragranza dei suoi pesci.
- in Asterix e la Obelix SPA non partecipa al banchetto ma non è nemmeno legato e imbavagliato. Molto semplicemente è stato schiacciato da un menhir, anche se non si sa chi glielo abbia tirato. Da sotto il menhir fuoriesce soltanto un suo braccio e la mano impugna la cetra.
- in Le mille e un'ora di Asterix non partecipa, trovandosi in India con Asterix e Obelix. A sedere mogio mogio sotto l'albero è invece il fabbro Automatix, che a quanto pare sente molto la sua mancanza
- in Asterix la rosa e il gladio partecipa, dal momento che sarebbe stato ingiusto imbavagliare lui e lasciare libera Maestria, ma è seduto accanto ad Automatix affinché possa tenerlo sotto controllo, sempre grazie al suo martello.
- in Quando il cielo gli cadde sulla testa lo si vede cantare sulla sua casa, facendo rimpiangere ad Abraracourcix di averglielo lasciato fare. A essere legati sono Automatix e Ordinalfabetix, rei di avergli incendiato la casa (in realtà distrutta dal razzo Nagma, ma Toon ha fatto dimenticare a tutti l'intera vicenda dell'albo).
- in Asterix e il papiro di Cesare partecipa al banchetto; in quest'occasione Automatix gli fa segno di non suonare il suo carnyx, per non svegliare il druido Panoramix, che dorme li vicino.

## In altri media
Assurancetourix appare in molti dei lungometraggi a cartoni animati tratti dalla serie. È inoltre presente in due dei quattro film con attori in carne e ossa che hanno per protagonista Asterix: Asterix & Obelix contro Cesare, in cui è interpretato da Pierre Palmade, e Asterix alle Olimpiadi, in cui è interpretato invece da Franck Dubosc.

## In altre lingue
Assurancetourix mantiene il suo nome originale francese nell'edizione italiana dei fumetti di Asterix, pubblicata da Mondadori. Tuttavia, negli adattamenti conseguenti alle traduzioni della serie nelle varie lingue in cui questa è edita il suo nome è stato spesso adattato o modificato:
- Assegurançatórix in catalano
- Asuranceturix in spagnolo
- Cacofonix in inglese (britannico)
- Cangeddix in piccardo
- Canturix in latino
- Chatotorix in portoghese
- गवैयाँ बेसुरीक्स (Gavaiyan Besuriks) in hindi
- Hangjanix in ungherese
- Kakofoniks in polacco
- Κακοφωνίξ (Kakofoníx) in greco
- חמשיריקס (Khamshirix) in ebraico
- Консерваторикс (Konservatoriks) in russo
- Malacoustix in inglese  (americano)
- Malmuziks in esperanto
- Óðríkur in islandese
- Singjonix in alsaziano
- Тамбурикс (Tambouriks) in serbo
- Troubadix in svedese
- Troubadix in tedesco
- Trubadurix in finlandese